# Ischnura ezoin
Ischnura ezoin là loài chuồn chuồn trong họ Coenagrionidae. Loài này được Asahina mô tả khoa học đầu tiên năm 1952.